# Froilán von León

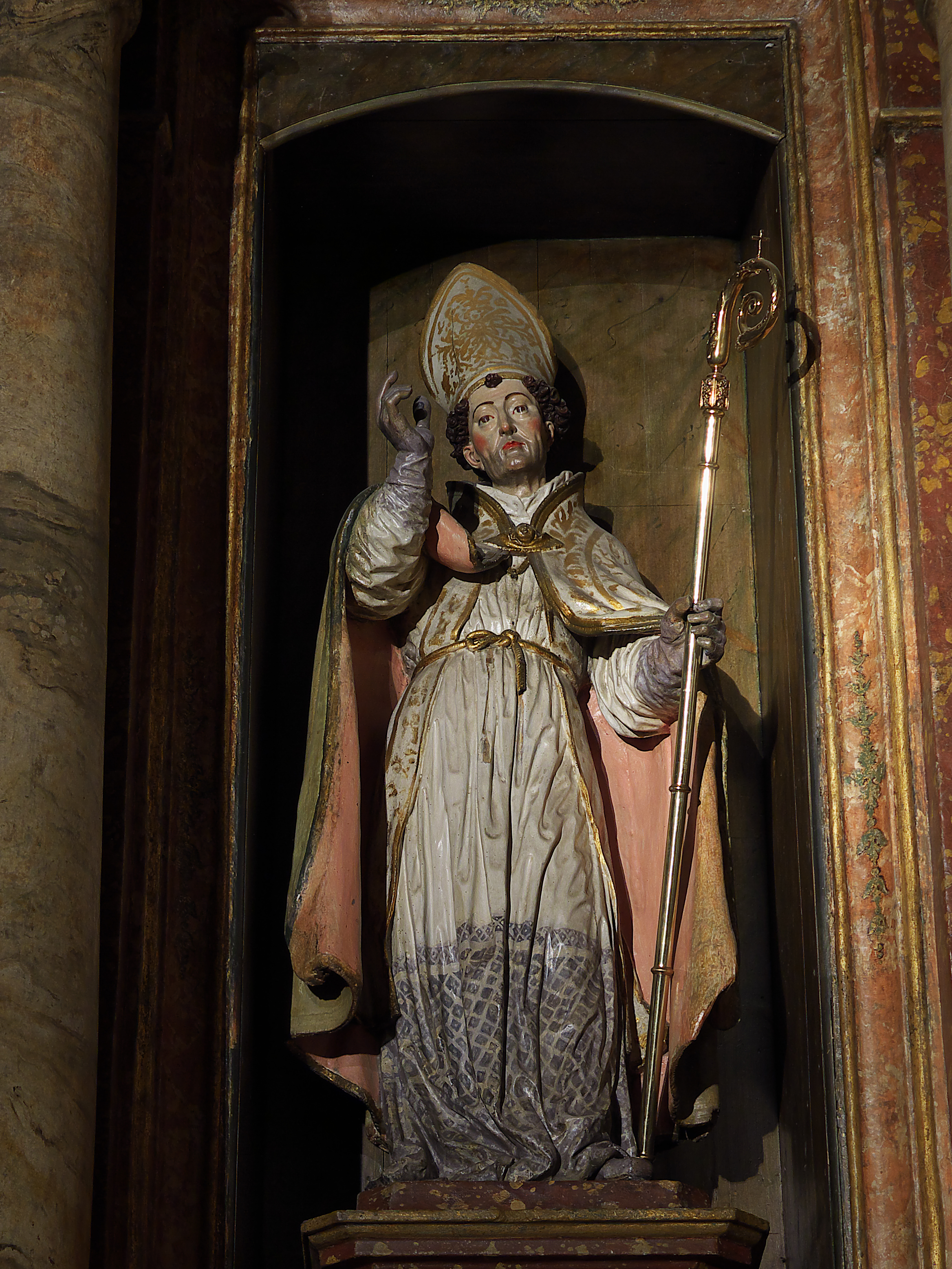
Statue in der Kathedrale von Lugo

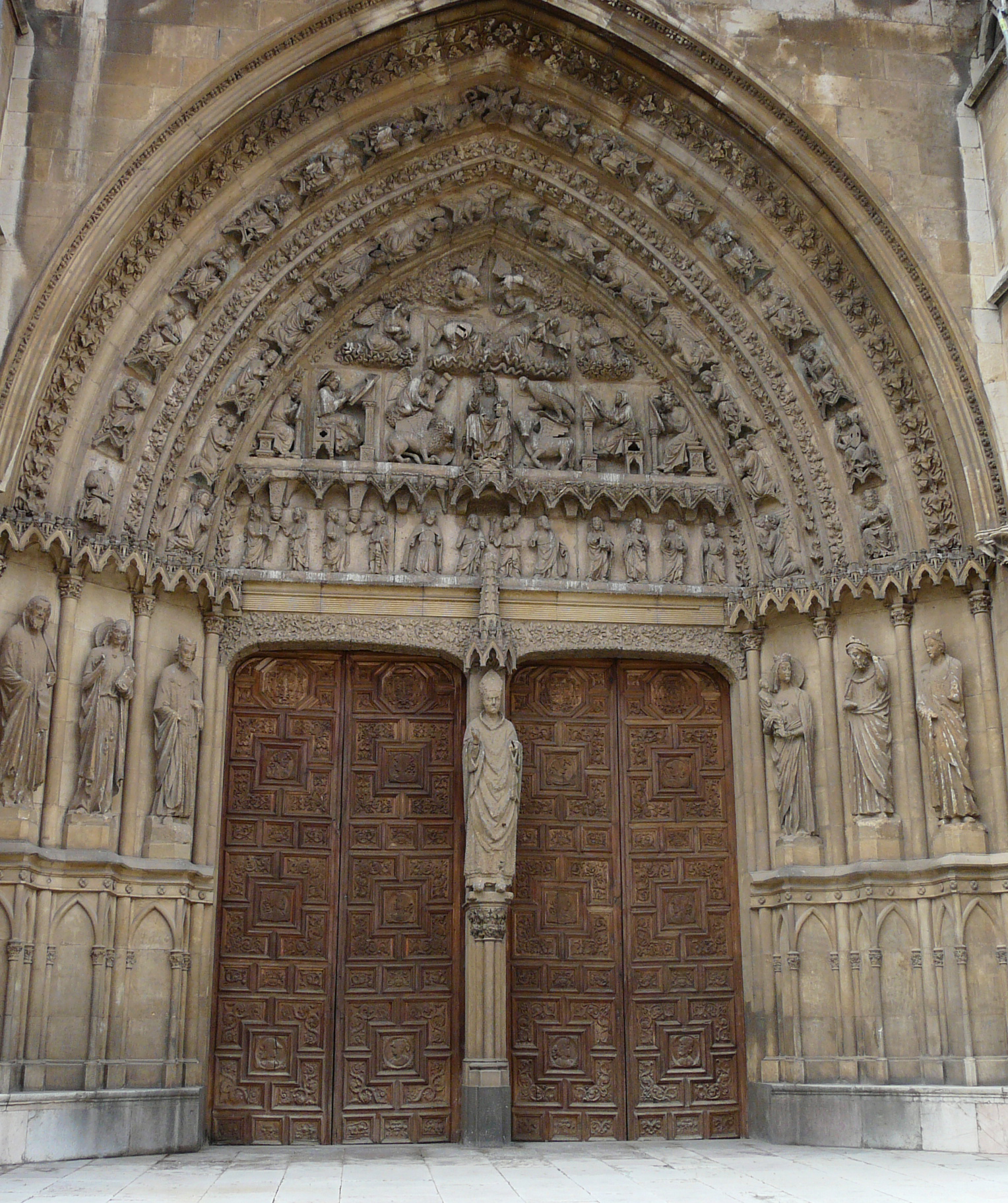
Südportal der Kathedrale von León

Froilán von León (* um 833 in Lugo; † um 905 in León) war ein römisch-katholischer Geistlicher und Bischof von León. Er ist ein Heiliger der Katholischen Kirche. Er wird im Martyrologium Romanum erwähnt.

## Leben
Froilán war Benediktinermönch. Er lebte eine Zeit lang in einer Einsiedelei in Ruitelán in der Region El Bierzo. Gemeinsam mit seinem Begleiter Attila von Zamora und mit Unterstützung des asturischen König Alfons III. (reg. 866–910) betätigte er sich als Kirchenreformator im Nordwesten der Iberischen Halbinsel. Sie gründeten u. a. das nicht mehr existierende Kloster von Moreruela de Tábara. Im Jahr 900 wurde Froilán auf Wunsch der Bürger und auf königliche Anordnung zum Bischof von León geweiht. Er wurde in der Kathedrale von León bestattet.

## Verehrung
Mehrere Kirchen im Nordwesten Spaniens und im Norden Portugals sind dem hl. Froilán geweiht. Er wird als Wohltäter der Armen verehrt; seine vor allem in den Städten León und Lugo aufbewahrten Reliquien gelten als wundertätig. Er ist der Schutzpatron der Provinz Lugo und des Bistums León. Sein Festtag ist der 3. oder der 5. Oktober.

## Darstellung
Mittelalterliche Bildnisse des Heiligen sind nicht bekannt, doch wird die Bischofsstatue am Trumeaupfeiler des Südportals der Kathedrale von León mit ihm in Verbindung gebracht. Seit dem Barock wird er im Bischofsornat dargestellt.